# 七
七 (sept) est un kanji composé de 2 traits et fondé sur 一. Il fait partie des kyōiku kanji et est étudié en 1re année.
Il se lit シチ (shichi) en lecture on et なな (nana) en lecture kun.

## Utilisation
Ce kanji est souvent utilisé comme un chiffre (voir 
一,
二,
三,
四,
五,
六,
七,
八,
九,
十,
百,
千,
万), il sert à compter en japonais.
Il est utilisé aussi dans les noms de mois en japonais avec le kanji 月 (à consulter pour plus d'informations).